# Straßburger koptischer Papyrus
Der Straßburger koptische Papyrus ist das Fragment eines apokryphen Evangeliums.
Die beiden stark zerstörten Papyrusblätter aus dem 5. oder 6. Jahrhundert, die seit 1899 im Besitz der Straßburger Landes- und Universitätsbibliothek (Kopt. 5 und Kopt. 6) sind, wurden zuerst von Carl Schmidt als Reste eines apokryphen Evangeliums in koptischer Sprache erkannt.
Der sehr schlechte Erhaltungszustand macht eine Rekonstruktion problematisch. Ein erster Versuch von Adolf Jacoby und Wilhelm Spiegelberg wurde von Carl Schmidt scharf kritisiert, der in der Folge eine heute weitgehend anerkannte Rekonstruktion vorlegte. Der Streit zwischen Adolf Jacoby und Willhelm Spiegelberg auf der einen Seite und Carl Schmidt sowie Adolf Harnack auf der anderen Seite schlug seinerzeit hohe Wellen. Harnack hatte die Rekonstruktion von Jacoby und Spiegelberg Schmidt zur Begutachtung vorgelegt, da im Gespräch war, diese Rekonstruktion im Rahmen der Berliner Kirchenväterkommission zu veröffentlichen.
Es war bisher nicht möglich die Fragmente überhaupt einem bestimmten Evangelium zuzuweisen. Jacobi hielt es für einen Teil des Koptischen Ägypterevangeliums, Schmidt nennt mit großen Vorbehalten das Evangelium der Zwölf. Felix Haase hat jedoch alle derartigen Versuche zurückgewiesen. Stephen Emmel sieht Verbindungen zum Unbekannten Berliner Evangelium und vermutet, dass es sich um das Evangelium nach den zwölf Aposteln handelt, welches Origenes in einer Lukashomilie erwähnt. Weiterhin ungeklärt ist, in welcher Sprache die Schrift ursprünglich verfasst war und die Herkunft der Schrift. Zeitlich kann es frühestens aus dem 3. Jahrhundert stammen.